# Red (album Taylor Swift)
Red – czwarty studyjny album amerykańskiej piosenkarki Taylor Swift. Wydany został 22 października 2012 roku przez wytwórnię Big Machine Records i tak jak poprzedni album Speak Now odniósł sukces komercyjny. 13 sierpnia Taylor za pomocą czatu ujawniła tytuł i okładkę albumu oraz odpowiedziała na pytania swoich fanów. Cztery promocyjne single zostały wydane miesiąc przed wydaniem albumu, z czego trzy zadebiutowały w pierwszej dziesiątce na liście Billboard Hot 100. Album zawiera współpracę Taylor z nowymi producentami i gośćmi m.in. Garym Lightbodym i Edem Sheeranem.
Według danych Nielsen SoundScan album sprzedał się w ciągu pierwszego tygodnia od daty wydania go w Stanach Zjednoczonych w liczbie 1,208 miliona egzemplarzy. To więcej niż jakikolwiek album sprzedał się w ciągu jednego tygodniu od 2002 roku.

## Lista utworów
| Edycja standardowa | Edycja standardowa                                     | Edycja standardowa             | Edycja standardowa        | Edycja standardowa |
| Nr                 | Tytuł utworu                                           | Tekst                          | Muzyka                    | Długość            |
| ------------------ | ------------------------------------------------------ | ------------------------------ | ------------------------- | ------------------ |
| 1.                 | „State of Grace”                                       | Taylor Swift                   | Nathan Chapman, Swift     | 4:55               |
| 2.                 | „Red”                                                  | Swift                          | Dann Huff, Chapman, Swift | 3:43               |
| 3.                 | „Treacherous”                                          | Swift, Dan Wilson              | Wilson                    | 4:02               |
| 4.                 | „I Knew You Were Trouble”                              | Swift, Max Martin, Shellback   | Martin, Shellback         | 3:40               |
| 5.                 | „All Too Well”                                         | Swift, Liz Rose                | Chapman, Swift            | 5:29               |
| 6.                 | „22”                                                   | Swift, Martin, Shellback       | Martin, Shellback         | 3:52               |
| 7.                 | „I Almost Do”                                          | Swift                          | Chapman, Swift            | 4:04               |
| 8.                 | „We Are Never Ever Getting Back Together”              | Swift, Martin, Shellback       | Martin, Shellback         | 3:11               |
| 9.                 | „Stay Stay Stay”                                       | Swift                          | Chapman, Swift            | 3:25               |
| 10.                | „The Last Time (wraz z Garym Lightbody z Snow Patrol)” | Swift, Lightbody, Jacknife Lee | Lee                       | 4:59               |
| 11.                | „Holy Ground”                                          | Swift                          | Jeff Bhasker              | 3:22               |
| 12.                | „Sad Beautiful Tragic”                                 | Swift                          | Chapman, Swift            | 4:44               |
| 13.                | „The Lucky One”                                        | Swift                          | Bhasker                   | 4:00               |
| 14.                | „Everything Has Changed (wraz z Edem Sheeranem)”       | Swift, Sheeran                 | Butch Walker              | 4:05               |
| 15.                | „Starlight”                                            | Swift                          | Huff, Chapman, Swift      | 3:40               |
| 16.                | „Begin Again”                                          | Swift                          | Huff, Chapman, Swift      | 3:57               |
|                    |                                                        |                                |                           | 1:05:08            |

| Edycja Deluxe (Dysk 2) | Edycja Deluxe (Dysk 2)                  | Edycja Deluxe (Dysk 2) | Edycja Deluxe (Dysk 2) | Edycja Deluxe (Dysk 2) |
| Nr                     | Tytuł utworu                            | Tekst                  | Muzyka                 | Długość                |
| ---------------------- | --------------------------------------- | ---------------------- | ---------------------- | ---------------------- |
| 1.                     | „The Moment I Knew”                     | Swift                  | Chapman, Swift         | 4:46                   |
| 2.                     | „Come Back... Be Here”                  | Swift, Wilson          | Wilson                 | 3:43                   |
| 3.                     | „Girl at Home”                          | Swift                  | Chapman, Swift         | 3:40                   |
| 4.                     | „Treacherous (Original Demo Recording)” | Swift, Wilson          | Wilson                 | 4:00                   |
| 5.                     | „Red (Original Demo Recording)”         | Swift                  | Chapman, Swift         | 3:47                   |
| 6.                     | „State of Grace (Acoustic Version)”     | Swift                  | Chapman, Swift         | 5:23                   |
|                        |                                         |                        |                        | 25:19                  |

## Pozycje na listach
| Kraj              | Lista                      | Pozycja |
| ----------------- | -------------------------- | ------- |
| Australia         | Australian Charts          | 1       |
| Belgia (Flandria) | Ultratop 50                | 2       |
| Belgia (Walonia)  | Ultratop 40                | 25      |
| Dania             | Danish Charts              | 3       |
| Finlandia         | Finnish Charts             | 49      |
| Hiszpania         | Spanish Charts             | 4       |
| Holandia          | MegaCharts                 | 7       |
| Irlandia          | Irish Albums Chart         | 1       |
| Japonia           | Oricon                     | 3       |
| Kanada            | Canadian Albums Chart      | 1       |
| Niemcy            | Offizielle Deutsche Charts | 5       |
| Norwegia          | VG-Lista                   | 2       |
| Nowa Zelandia     | New Zealand Charts         | 1       |
| Portugalia        | Portuguese Charts          | 8       |
| Stany Zjednoczone | Billboard 200              | 1       |
| Stany Zjednoczone | Top Country Albums         | 1       |
| Szwajcaria        | Schweizer Hitparade        | 12      |
| Szwecja           | Swedish Charts             | 8       |
| Wielka Brytania   | UK Albums Chart            | 1       |
| Włochy            | Italian Charts             | 3       |

## Certyfikaty i sprzedaż
| Kraj                         | Certyfikat         | Sprzedaż   |
| ---------------------------- | ------------------ | ---------- |
| Australia (ARIA)             | 5× platynowa płyta | 350 000+   |
| Austria (IFPI Austria)       | platynowa płyta    | 20 000+    |
| Belgia (BEA)                 | 2× platynowa płyta | 60 000+    |
| Brazylia (Pro-Música Brasil) | złota płyta        | 20 000+    |
| Dania (IFPI Danmark)         | platynowa płyta    | 20 000+    |
| Francja (SNEP)               | złota płyta        | 50 000+    |
| Irlandia (IRMA)              | platynowa płyta    | 15 000+    |
| Kanada (MC)                  | 4× platynowa płyta | 320 000+   |
| Meksyk (AMPROFON)            | złota płyta        | 30 000+    |
| Niemcy (BVMI)                | platynowa płyta    | 200 000+   |
| Nowa Zelandia (RMNZ)         | 6× platynowa płyta | 90 000+    |
| Polska (ZPAV)                | platynowa płyta    | 20 000+    |
| Singapur (RIAS)              | 2× platynowa płyta | 20 000+    |
| Stany Zjednoczone (RIAA)     | 7× platynowa płyta | 7 000 000+ |
| Szwajcaria (IFPI Schweiz)    | platynowa płyta    | 30 000+    |
| Szwecja (GLF)                | złota płyta        | 20 000+    |
| Wielka Brytania (BPI)        | 3× platynowa płyta | 900 000+   |